# Ситівені Рабука
Ситівені Рабука ((13 вересня 1948 , Cakaudroved, Північний округ )) — бригадний генерал і політик Фіджі. 
З 24 грудня 2022 року він вдруге є прем'єр-міністром країни . 

## Біографія
Після закінчення школи Рабука приєднався до збройних сил Фіджі, спочатку як командувач контингентом Фіджі в Лівані в 1980 році, а потім як офіцер у Генеральному штабі, відповідальний за військовий вишкіл. 
Підвищений у званні до підполковника в 1982 році, він став командиром 2-го батальйону Синайських миротворчих сил у 1984 році, а потім повернувся на Фіджі в 1985 році, щоб стати офіцером Генерального штабу з військових операцій і підготовки, третьої за старшинством посадою в збройних силах.

## Політика
14 травня 1987 року він очолив державний переворот, який повалив уряд прем'єр-міністра Тимочі Бавадри, обраного лише місяцем раніше. 
Рабука виправдав переворот як необхідний для миру між етнічними фіджійцями та індіанцями, що проживають на Фіджі, а також для захисту земельних прав і політичного впливу корінних фіджійців. 
Насправді переворот проклав шлях до найгіршого насильства між громадами в історії Фіджі. 
Після перевороту генерал-губернатор Пеная Ганілау підвищив його до полковника і командувача збройними силами.
Вже 25 вересня 1987 року він командував другим військовим переворотом, щоб зберегти владу. 
Проте цей переворот викликав гнівну реакцію з боку Австралії та Нової Зеландії, які запровадили економічні санкції проти Фіджі. 
28 вересня 1987 року він скликав нараду дипломатів з великих країн, які, однак, визнали лише чинного генерал-губернатора Пенайя Ганілау легітимним головою держави та співрозмовником. 
Проте, Рабука здобув звання бригадного генерала.
Попри зростаючу опозицію, 7 жовтня 1987 року Рабука оголосив Фіджі республікою, поклавши край 113-річній асоціації з Великою Британією, яка визнала проголошення республіки 15 жовтня 1987 року. 
Проте після того, як внутрішня та зовнішня довіра до Фіджі ослабла, а вітчизняна економіка також зазнала серйозної кризи, він оголосив про свою відставку 5 грудня 1987 року та передав владу цивільному прем'єр-міністру Камісесе Мара.
2 червня 1992 року Рабука сам став прем'єр-міністром, і обіймав цю посаду майже сім років до 19 травня 1999 року.
Після закінчення терміну перебування на посаді прем’єр-міністра він обіймав посаду голови Великої ради вождів в 1999 — 2001, потім передав цю посаду бригадному генералу Рату Епелі Ганілау, який змінив його на посаді головнокомандувача збройними силами в 1992 — 1999 роках.
У 2002 — 2008 роках Сітівені Рабука був головою ради своєї рідної провінції Какаудрове.
На виборах 14 грудня 2022 року попередній уряд під керівництвом Франка Баїнімарами та FijiFirst здобув 42% і 26 місць. Ситівені Рабука зі своїм Народним альянсом здобув 36%, його партнер по коаліції – ліберально-демократична партія Національної федерації – 9%, разом також 26 місць. 
Содельпа (Соціал-ліберально-демократична партія) з трьома місцями проголосувала за Рабуку і таким чином перехилила терези на користь Рабуки. 
24 грудня 2022 року Рабука склав присягу прем'єр-міністра.

## Спорт
Як легкоатлет, він брав участь у чотирьох змаганнях на Іграх Британської Співдружності у Крайстчерчі в 1974 році, де фінішував останнім: восьмий у штовханні ядра, дев'ятий у метанні молота, десятий у метанні диска та одинадцятий у десятиборстві.
У 2008 році він був менеджером команди Pacific Islanders з регбі під час їхнього європейського туру.